# Pierre Bertran de Balanda
Pierre Bertran de Balanda   (Tolosa, 28 de setembre de 1887 - Marsella, 28 de març de 1946) va ser un genet francès que va competir durant la dècada de 1920.
El 1928 va prendre part en els Jocs Olímpics d'Amsterdam, on va disputar dues proves del programa d'hípica. En el concurs de salts d'obstacles individual guanyà la medalla de plata, mentre en el concurs de salts d'obstacles per equips fou quart. En ambdues proves muntà el cavall Papillon.